# BCE Inc.
BCE Inc. (tidligere Bell Canada Enterprises Inc.) er en canadisk holdingselskab for Bell Canada, som inkluderer telekommunikation og medieaktiver under datterselskabet Bell Media Inc. Holdingselskabet blev etableret ved en reorganisering i 1983, hvor Bell Canada, Northern Telecom og andre selskaber alle blev en del af Bell Canada Enterprises Inc.. Virksomheden har hovedkvarter i Montreal.